# アレックス・エテル
アレックス・エテル（Alex Etel、本名：アレクサンダー・ネイサン・エテル、Alexander Nathan Etel、1994年9月19日 - ）は、イギリスの俳優。
マンチェスター出身。チェシャー州ガトレイで行われたオーディションで選ばれ、2004年にダニー・ボイル監督の『ミリオンズ』でデビュー。放送映画批評家協会賞にノミネートされ、注目を集める。

## 主な出演作品
- ミリオンズ Millions (2004)
- ウォーター・ホース The Waterhorse (2008)